# Lissonota flavopicta
Lissonota flavopicta là một loài tò vò trong họ Ichneumonidae.